# New York Emmy Awards
Los New York Emmy Awards son una ceremonia de premios organizada por la Academia Nacional Ciencias y Artes Televisivas que rinde homenaje a los profesionales de la televisión y los medios del área metropolitana de Nueva York y del estado de Nueva York.

## Historia
Esta división fue fundad el 15 de noviembre de 1955. Su primer presidente fue Ed Sullivan.Este capítulo cuenta con más de mil miembros, los cuales se encargan de financiar el evento. Los miembros de la mesa directiva son el presidente N.J. Burkett, el primer vicepresidente David Stern, la segunda vicepresidenta Janine Rose y la secretaria Amy Waldman.
Además de conceder los premios anualmente, este capítulo se encarga de otorgar becas y rendir homenaje a los veteranos de la industria a través del evento conocido como Silver Circle Celebration. Esta división también participa en la evaluación de los Premios Emmy a nivel regional y nacional.